# 群馬県庁舎
群馬県庁舎（ぐんまけんちょうしゃ）は群馬県の行政機関である群馬県庁が入る建物のうち、群馬県知事および知事部局が入る本庁舎である。

## 概要
群馬県庁舎は前橋城の跡地にあり、県民広場を中心に、県庁舎、昭和庁舎（旧本庁舎）、警察本部、県議会、群馬会館（旧公会堂）からなる公共施設の複合体を形成している。
毎年元日に開催される全日本実業団対抗駅伝競走大会（ニューイヤー駅伝）のスタート・ゴール地点・閉会式会場にも設定されているほか、放送を担当するTBSテレビも庁舎内のフロア（2014年現在は庁舎32階の展望台の一部）に放送センターを設けて中継の拠点としている。

## 昭和庁舎
昭和庁舎は1928年（昭和3年）に建設され、1999年（平成11年）まで県庁本庁舎として利用されてきた。
建設当時としては典型的な洋風建築だが、スチーム暖房や水洗トイレなど関東圏で先進的な設備を備えていた。
1996年（平成8年）12月に国の登録有形文化財となっている。県庁舎が登録有形文化財となった例としては初めてで、愛知県庁舎（1998年）、静岡県庁舎（2001年）、和歌山県庁舎（2013年）、富山県庁舎（2015年）、宮崎県庁舎・滋賀県庁舎（2017年）、島根県庁舎（2019年）などがある。
2001年（平成13年）には昭和庁舎で第16回国民文化祭開会式が行われ、皇太子徳仁親王が臨場した。

## 新庁舎
- 現在の県庁舎は1999年（平成11年）6月に竣工した超高層ビルで、耐震性や環境への調和に配慮した建物である。設計は佐藤総合計画。
  - 33階建てで高さは153メートル[2]。

- 北関東で最も高い建築物である。

- 都道府県本庁舎としては東京都庁舎に次ぐ高さで、県庁舎に限れば日本一である。
  - 31階にはレストランが入居する[3]。32階には無料の展望台がある。
- 2020年（令和2年）4月に32階の動画・放送スタジオ「tsulinos（ツルノス）」が完成[4]。県職員203作品の中から決まり、由来は県民に親しまれるかるた「上毛かるた」の一句「鶴（つる）舞う形の群馬県」にちなんだ「鶴」とアイデアなどを孵化（ふか）させる「巣」を組み合わせたもの[5]。
- 30階の一部を民間に貸し出す事業が開かれて希望企業を募ったところ、コンサルティング大手のアクセンチュアのみが応募し、審査を経た後に決定したことを県が2023年（令和5年）2月2日に発表した。都道府県の本庁舎に民間のオフィスが入るのは初の試みだという[6]。山本一太知事は同日の定例会見で「デジタル技術の最先端を目指す県への大いなる貢献を期待している」と発言した[7]。

## 付属設備
- モニュメント21 - 庁舎前には2002年（平成14年）より制作していた未完成の記念碑があった。25年かけて完成する予定であったが、外壁に刻んでいく群馬県内で生まれた子供の氏名が個人情報保護の観点から問題があるのと、資金問題から2005年（平成17年）で制作凍結、2022年（令和4年）に撤去予算が決まり、同年12月に撤去を終えた。市民オンブズマン群馬は税金の無駄遣いと評価している[8][9]。理由は膨大な借金が生まれ、子供たちの負担になるからとする[10]。撤去後は芝生が張られ、県民広場として貸出している[11]。
- ぐんまちゃん石碑 - 群馬県のキャラクターの石像[9]。2014年（平成26年）3月に群馬県石材商組合が創立五十周年記念事業の一環として制作、群馬県に寄贈したもの[12]。

## ギャラリー

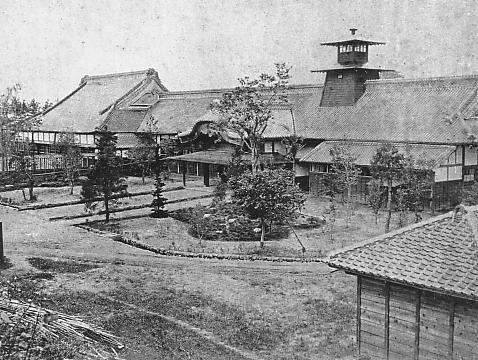
明治時代の群馬県庁舎。前橋城の本丸御殿を再利用したもので、昭和初期に老朽化で撤去されるまで使用された
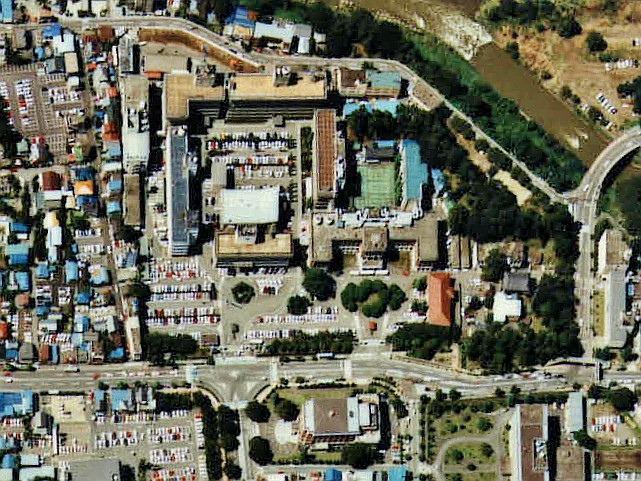
1986年度撮影当時の群馬県庁舎
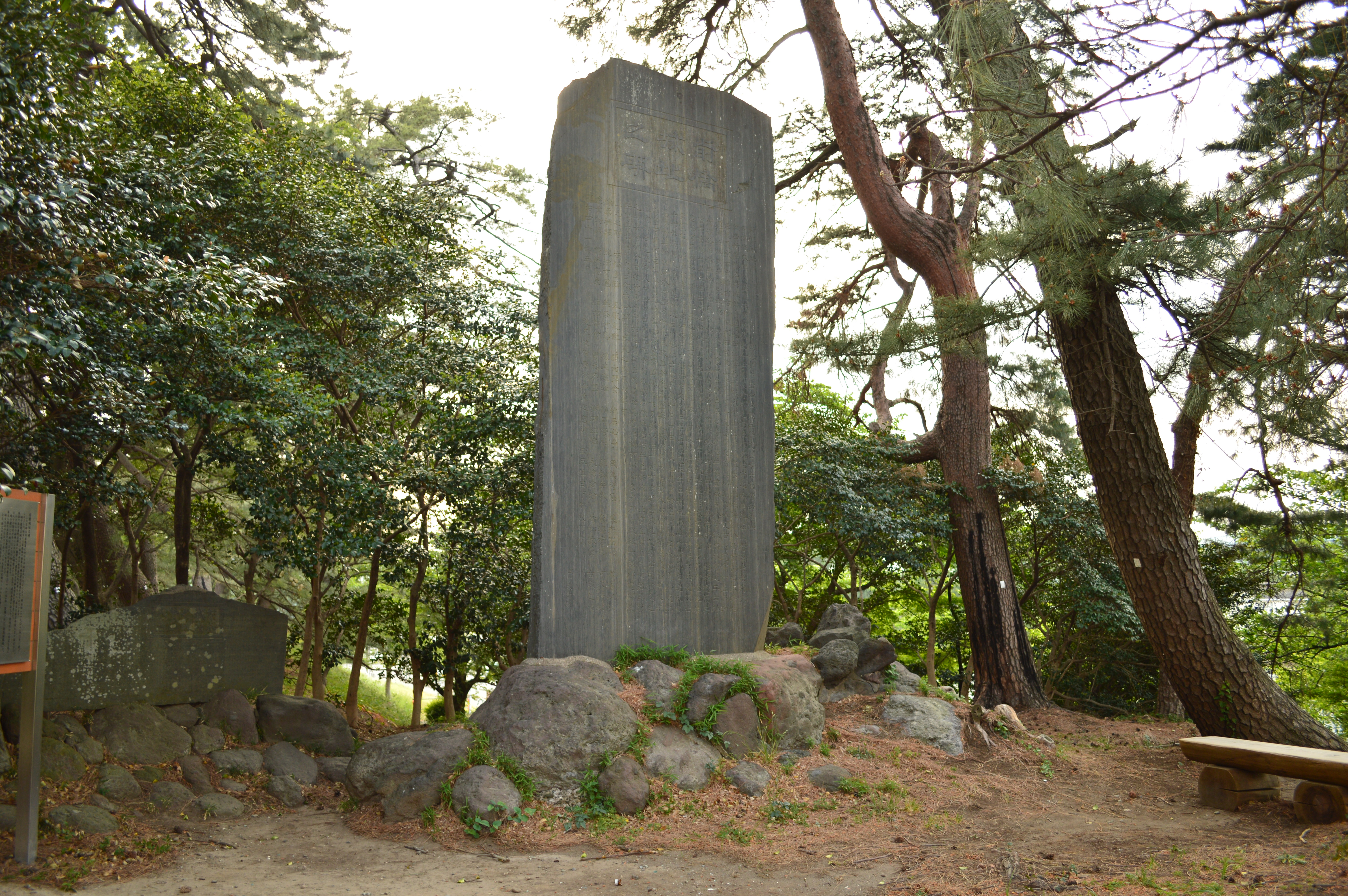
前橋城跡碑
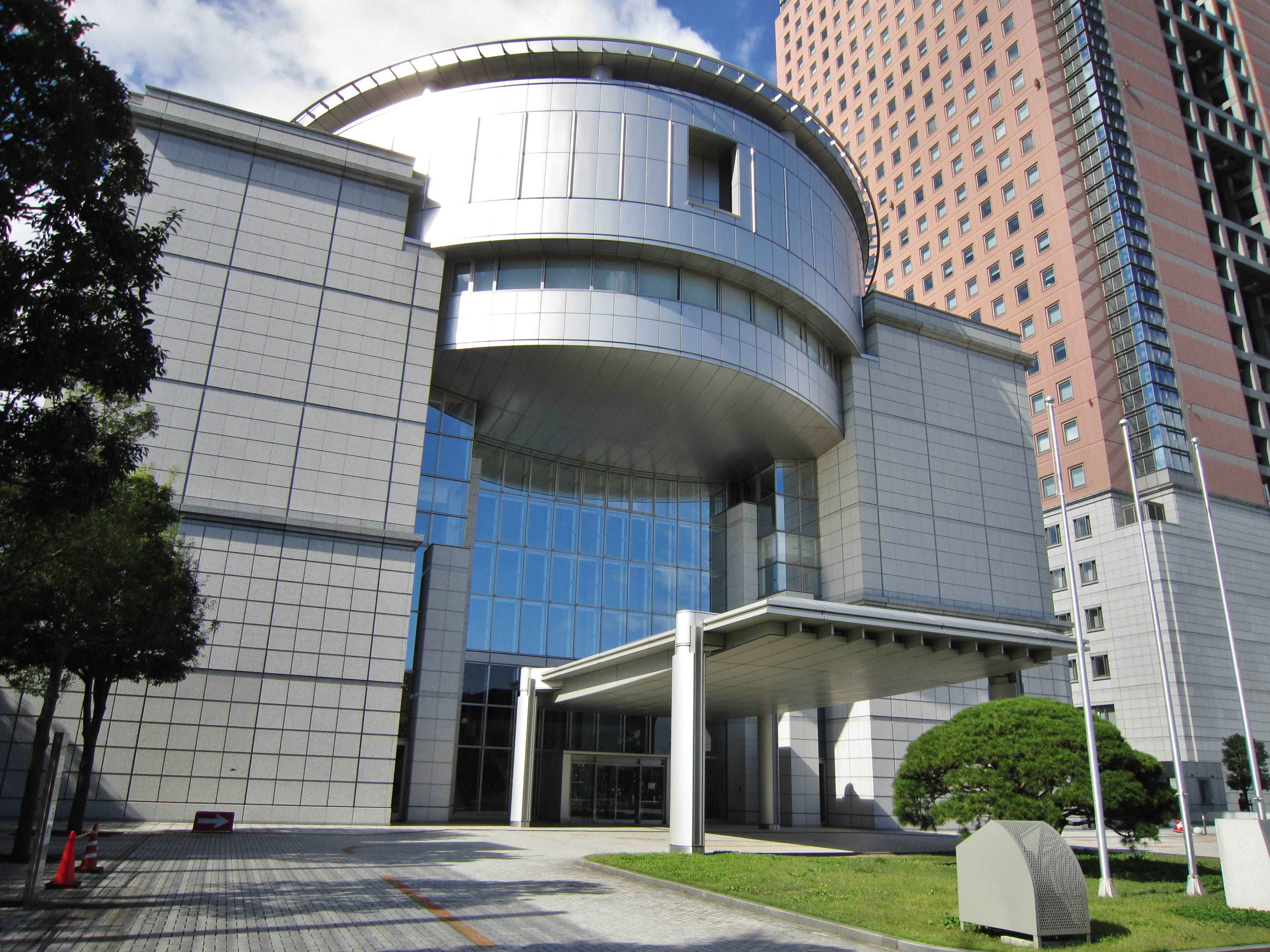
群馬県議会
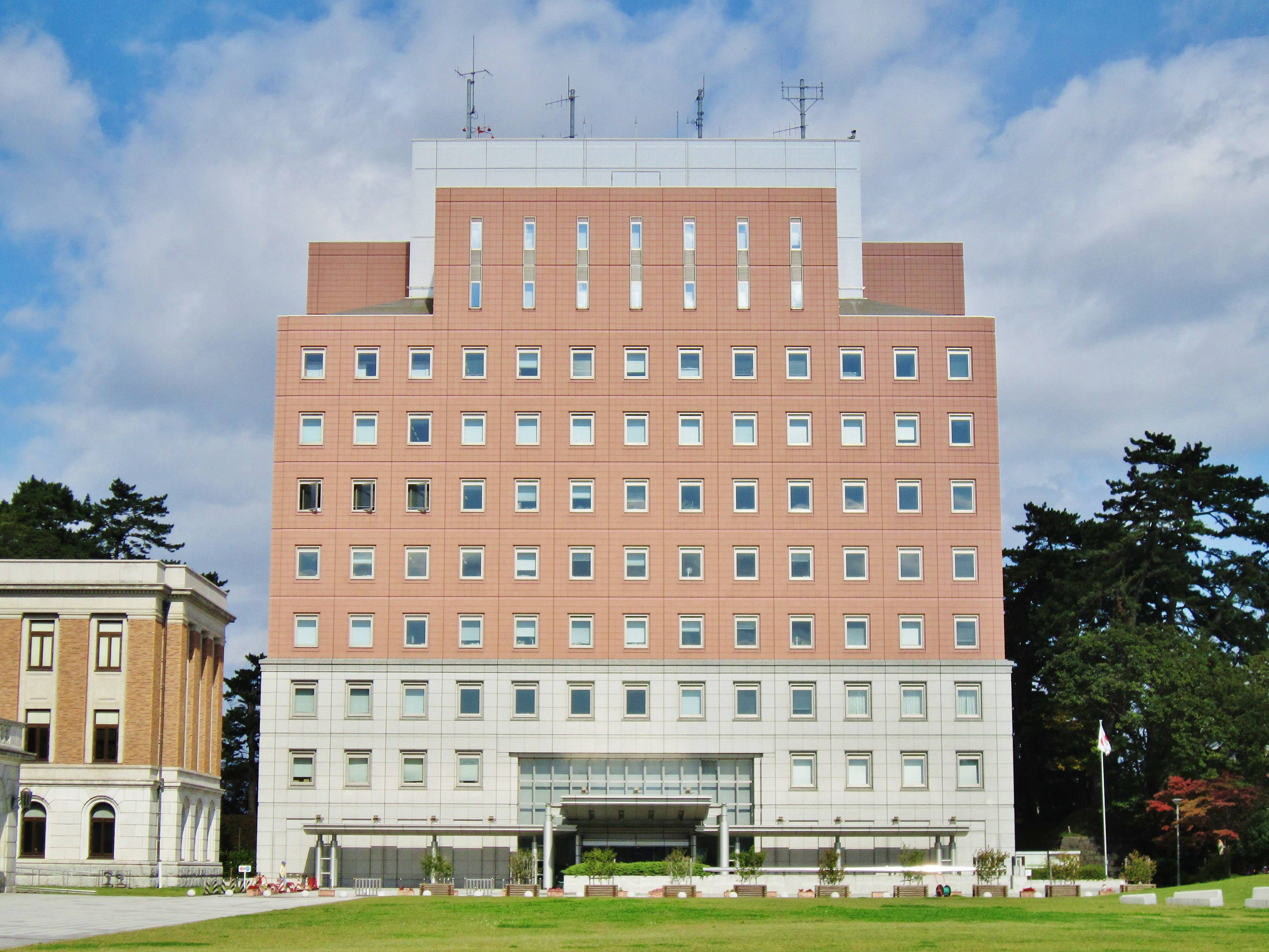
群馬県警察本部
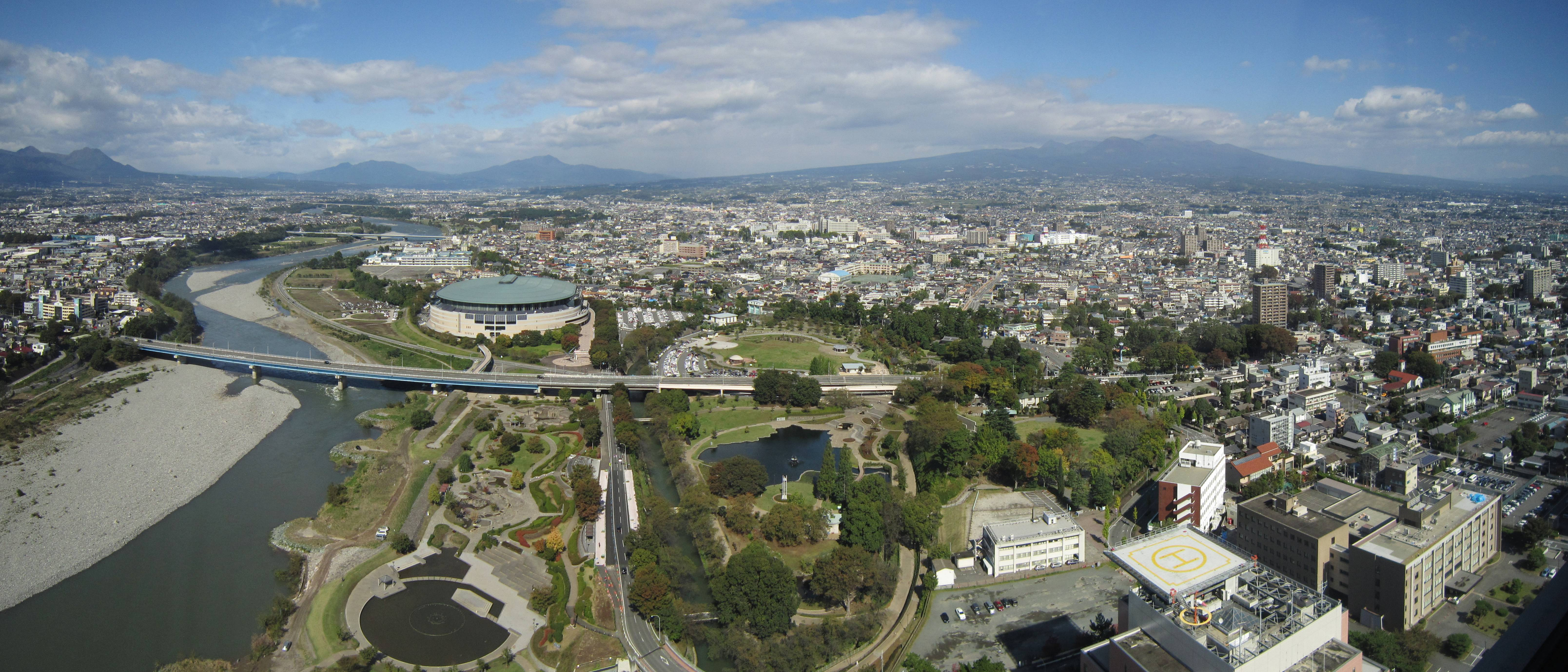
展望ホールからの眺め（北方面）
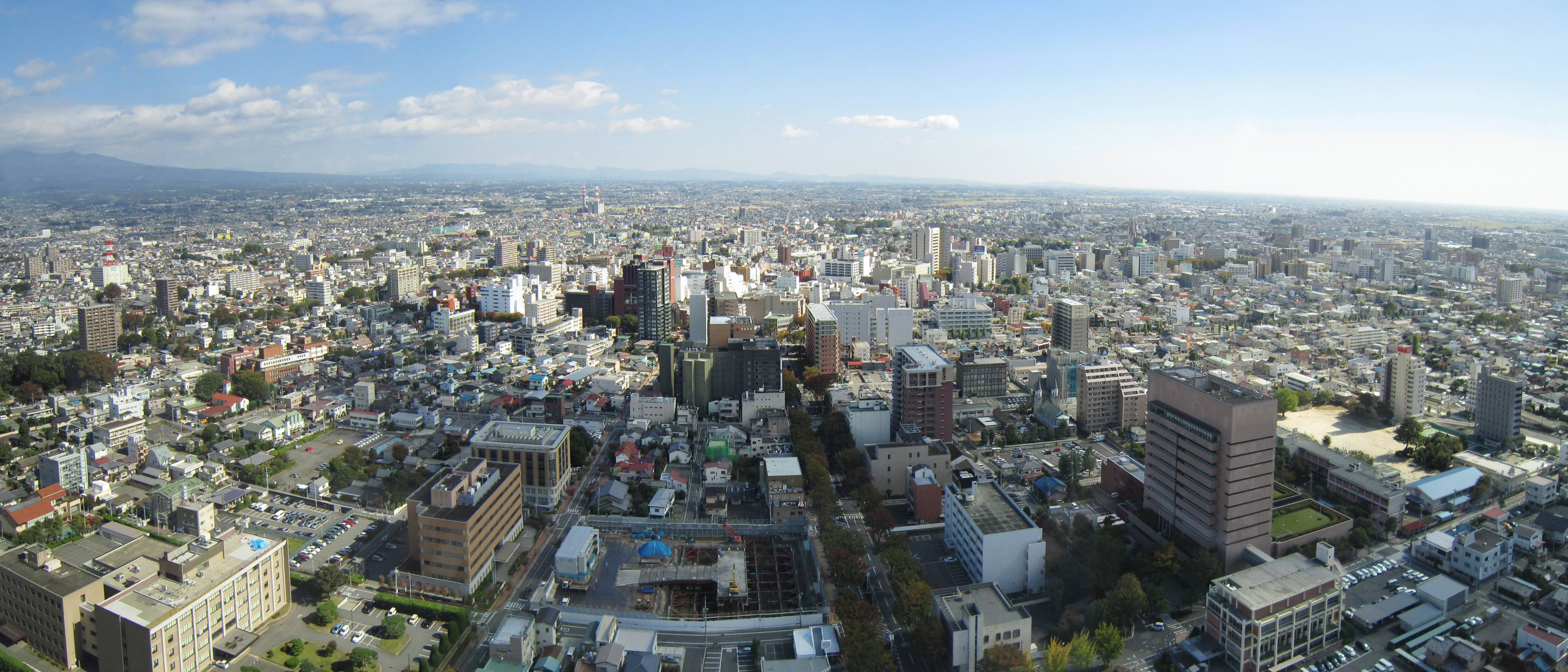
展望ホールからの眺め（東方面）